# Dioptis opaca
Dioptis opaca är en fjärilsart som beskrevs av Erich Martin Hering 1925. Dioptis opaca ingår i släktet Dioptis och familjen tandspinnare. Inga underarter finns listade i Catalogue of Life.